# オーガスティン・プル
オーガスティン・プル（Augustine Pulu、1990年1月4日 - ）は、ニュージーランド出身のラグビーユニオン選手。

## プロフィール
- バーバリアンズに選ばれたことがある。

## 略歴
ウェズリーカレッジ 卒業。
カウンティーズ・マヌカウ、チーフス、ブルーズを経る。
2018年、日野レッドドルフィンズに加入。同年9月15日に行われたジャパンラグビートップリーグ第3節のトヨタ自動車ヴェルブリッツ戦にて先発出場で日本での公式戦初出場を果たす。
2025年5月、日野レッドドルフィンズを退団。